# Baria (unitat)
La baria (símbol: Ba), també anomenat barad o barie, és la unitat de pressió del sistema CGS. És igual a una dina per centímetre quadrat.
1 Ba = 0,1 Pa = 10−6 bar = 0,1 N/m2 = 1 g⋅cm−1⋅s−2